# Южен Синай
Южен Синай (на арабски: جنوب سيناء, Гануб Сина) е област (мухафаза) в Североизточен Египет, разположена в южната част на полуостров Синай. Граничи с Червено море на югоизток и югозапад и областите Суец и Северен Синай на север. Административен център е град Тор (също Ел Тор).

## Административно деление
Областта включва 5 административни окръга, 8 града, 10 селски общини и 81 бедуински селища.